# JM (lied)
#JM is een lied van de Nederlandse rapformatie Broederliefde. Het werd in 2017 als single uitgebracht en stond in hetzelfde jaar als achtste track op het album We moeten door.

## Achtergrond
#JM is geschreven door Emerson Akachar, Melvin Silberie, Javiensley Dams, Jerzy Miquel Rocha Livramento en Delano Ruitenbach en geproduceerd door Jimmy Huru. Het is een nummer uit het genre nederhop. In het lied rappen de artiesten over hun geloof en de positie daarvan in hun carrière. #JM is een afkorting van "Jesus, man". In het lied tonen de rappers hoe dankbaar zij zijn voor hun succes. 

## Hitnoteringen
De rapformatie had succes met het lied in Nederland. Het piekte op de derde plaats van de Single Top 100. Het stond dertien weken in deze hitlijst. Er was geen notering in de Nederlandse Top 40; het kwam hier tot de vierde plaats van de Tipparade. 